# Venceslav Boiani
Venceslav Boiani, slovenski humanist in pesnik, * ~ 1490 , Čedad, † (?) 1560, (?).
Boiani je verjetno v Padovi študiral pravo, kasneje se je ukvarjal z umetnostjo in arhitekturo. Izdelal je gradbeni načrt za cerkev v
Rožcu (italijansko Rosazzo) pri Čedadu. Bil je v stikih z italijanskim humanistom in pesnikom Francescom Bernijem (~1497-1535). Tudi sam je pisal pesmi, ki so pisane v latinskem in italijanskem jeziku in deloma ohranjene v čedadskem arhivu. Raziskovalec Boaninijevega dela Riccardo della Torre pravi o Boianijevih pesmih, da razkrivajo neobičajno pesniško nadarjenost in da bi se dalo v njegovem primeru sklepati, da gre za človeka nekdaj slovenskega rodu, ki se je v stoletjih nedvomno utopilo v italijanski večini, a je še v času, ko je živel v sebi čutilo vsaj rahlo navezanost ali pripadnost slovenskemu rodu.